# Pello
Pello – gmina w Finlandii, położona w północnej części kraju, należąca do regionu Laponia, podregionu Torniolaakso.